# Ernst Hinterseer

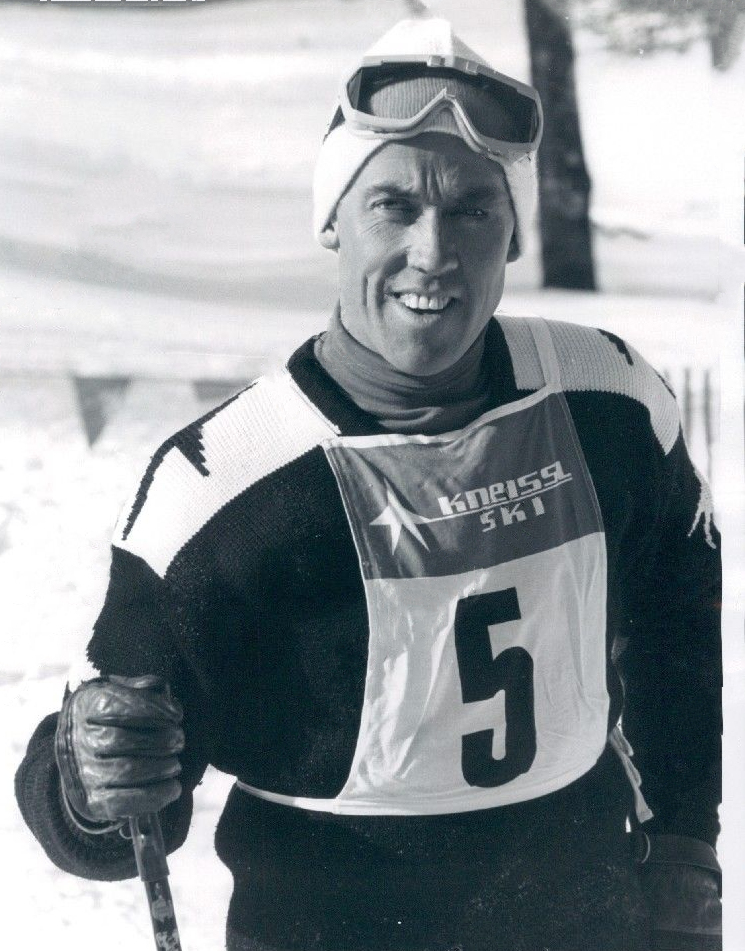
Ernst Hinterseer in 1963

Ernst Hinterseer (Kitzbühel, 27 februari 1932) is een voormalige Oostenrijkse alpineskiër.
Hinterseer nam tweemaal deel aan de Olympische Winterspelen (in 1956 en 1960), welke tevens als Wereldkampioenschappen alpineskiën golden. Bij de Winterspelen van 1960 in Squaw Valley (Verenigde Staten) werd hij olympisch kampioen (en wereldkampioen) op de slalom en veroverde hij de bronzen medaille op de reuzenslalom.
Na zijn carrière als skiër werd hij bondstrainer voor de disciplines slalom en reuzenslalom in de vroege jaren 70. Zijn kinderen Ernst, Georg en Hansi Hinterseer werden ook skiërs.

## Kampioenschappen
1948: Edy Reinalter ·
1952: Othmar Schneider ·
1956: Toni Sailer ·
1960: Ernst Hinterseer ·
1964: Josef Stiegler ·
1968: Jean-Claude Killy ·
1972: Francisco Fernández Ochoa ·
1976: Piero Gros ·
1980: Ingemar Stenmark ·
1984: Phil Mahre ·
1988: Alberto Tomba ·
1992: Finn Christian Jagge ·
1994: Thomas Stangassinger ·
1998: Hans Petter Buraas ·
2002: Jean-Pierre Vidal ·
2006: Benjamin Raich ·
2010: Giuliano Razzoli ·
2014: Mario Matt ·
2018: André Myhrer ·
2022: Clément Noël